# مسجد سیدالشهداء
مسجد سیدالشهداء خوی مسجدی است که در میدان مرکزی، اول خیابان مطهری شهرستان خوی واقع شده و از آثار دوره قاجار است. این اثر در تاریخ ۱۶ آذر ۱۳۷۶ با شمارهٔ ثبت ۱۹۵۲ به‌عنوان یکی از آثار ملی ایران به ثبت رسیده است.
نقشه مسجد مستطیل است و تا ارتفاع ۶۰ سانتی‌متر با سنگ و بقیه آن با آجر ساخته شده و شبستان یک طبقه دارد. ستون‌های شبستان سنگی و از نظر نظم و دقت در کاربرد آجر، بسیار جالب توجه است. تزئینات آجری نمای‌داخلی گنبدهای سقف پوش و گوشواره‌های آن نیز بسیار جالب و دیدنی است.